# Ana Catarina Constança Vasa
Ana Catarina Constança Vasa (em polonês/polaco:  Anna Katarzyna Konstancja Waza; Varsóvia, 7 de agosto de 1619 – Colónia, 8 de outubro de 1651) era uma princesa polaca, filha do rei Sigismundo III Vasa da Polônia e da sua segunda consorte Constança de Habsburgo.

## Biografia
Após as mortes sucessivas da mãe (1631) e do pai (1632), e no sentido de manter o seu estatuto, em 1632 o parlamento concedeu-lhe os condados de Brodnickie, Gołubskie e Tucholskie, que anteriormente haviam pertencido a sua mãe; contudo, ela só tomou posse do seu património ao atingir a maioridade em 1638.
Desde 1637 foi sugerido o seu casamento com Fernando Carlos, Arquiduque da Áustria, herdeiro do Tirol e sobrinho do imperador Fernando II de Habsburgo. Apesar de algumas negociações, mantidas em 1639 e em 1642, o casamento nunca se veio a realizar, quer pela idade de Fernando Carlos (na altura apenas com 9 anos, enquanto a noiva tinha 18), quer pelo desacordo quanto ao valor do dote.
Frederico Guilherme, Eleitor de Brandemburgo e Gastão, Duque de Orleães (irmão do rei Luís XIII de França) foram também candidatos à sua mão  mas, por fim, Ana Catarina Constança acabou por casar com Filipe Guilherme, Eleitor Palatino em Varsóvia a 8 de junho de 1642.
Ela tinha um considerável dote em joias e dinheiro, calculado num total de 2 milhões de thalers. A 18 de julho de 1645, a princesa deu à luz o seu único bebé, um menino, que veio a morrer no mesmo dia.
Morreu sem geração em Colónia e foi sepultada na igreja dos Jesuítas em Dusseldórfia.